# Across the Hall
Across the Hall es una nueva versión del 2009 del cortometraje americano del 2006 también titulado Across the Hall.

## Trama
Julian (Mike Vogel) recibe una llamada de su amigo Terry (Danny Pino) quien le explica que ese mismo día había recibido una llamada de su prometida, June (Brittany Murphy), que ha cancelado el vuelo. Terry la había seguido y descubrió que se había registrado una habitación en un hotel local, que después Terry renta una habitación al otro lado de la sala de June creyendo que ella lo está engañando. Terry le explica a Julian que, antes en la noche, él había ido a la casa de Julian, para no encontrarlo en su casa, irrumpió en la casa y robó el arma de Julian, y que ahora está a punto de "mandar todo a la porquería". Preocupado de que Terry está a punto de asesinar a alguien, Julian trata de hacer razonar a Terry en el teléfono en no hacer nada, pero después de no tener éxito, él le dice a Terry que se quede donde está y que espere a que él vaya al hotel en 20 minutos. Durante la película, se revela que June ha cancelado su vuelo debido a Julian y que lo estaban engañado a Terry a sus espaldas. Terry descubre esto cuando asesina a June y trata de llamar a Julian, cuyo teléfono aún estaba en la habitacón que June y Julian estuvieron. Terry engaña a Julian en ayudar a mover a June, culpándolo a él por asesinarla mientras que la policía aparece en el hotel.

## Elenco
- Mike Vogel como Julian, el mejor amigo de Terry y el hombre con quien está con June a escondidas.
- Danny Pino como Terry, el esposo quien asesina a June y engaña a Julian para que quede arrestado, haciendo su venganza.
- Brittany Murphy como June, la hermosa chica quien engaña a Terry con Julian. Aunque no es la última película que hizo, esta fue la última en ser lanzada antes de que falleciera.
- Natalie Smyka como Anna, la antigua amante de Julian que descubre que Julian está engañando con June y se niega a ayudarlo.
- Brad Greenquist quien ayuda a Terry a obtener su venganza, pero no por elección.